# خانه کوهی‌نژاد
خانه کوهی نژاد مربوط به دوره قاجار است و در دزفول، محله قلعه، خیابان ساحلی واقع شده و این اثر در تاریخ ۱۷ اسفند ۱۳۸۱ با شمارهٔ ثبت ۷۵۸۱ به‌عنوان یکی از آثار ملی ایران به ثبت رسیده است.